# 미국 지리학 협회

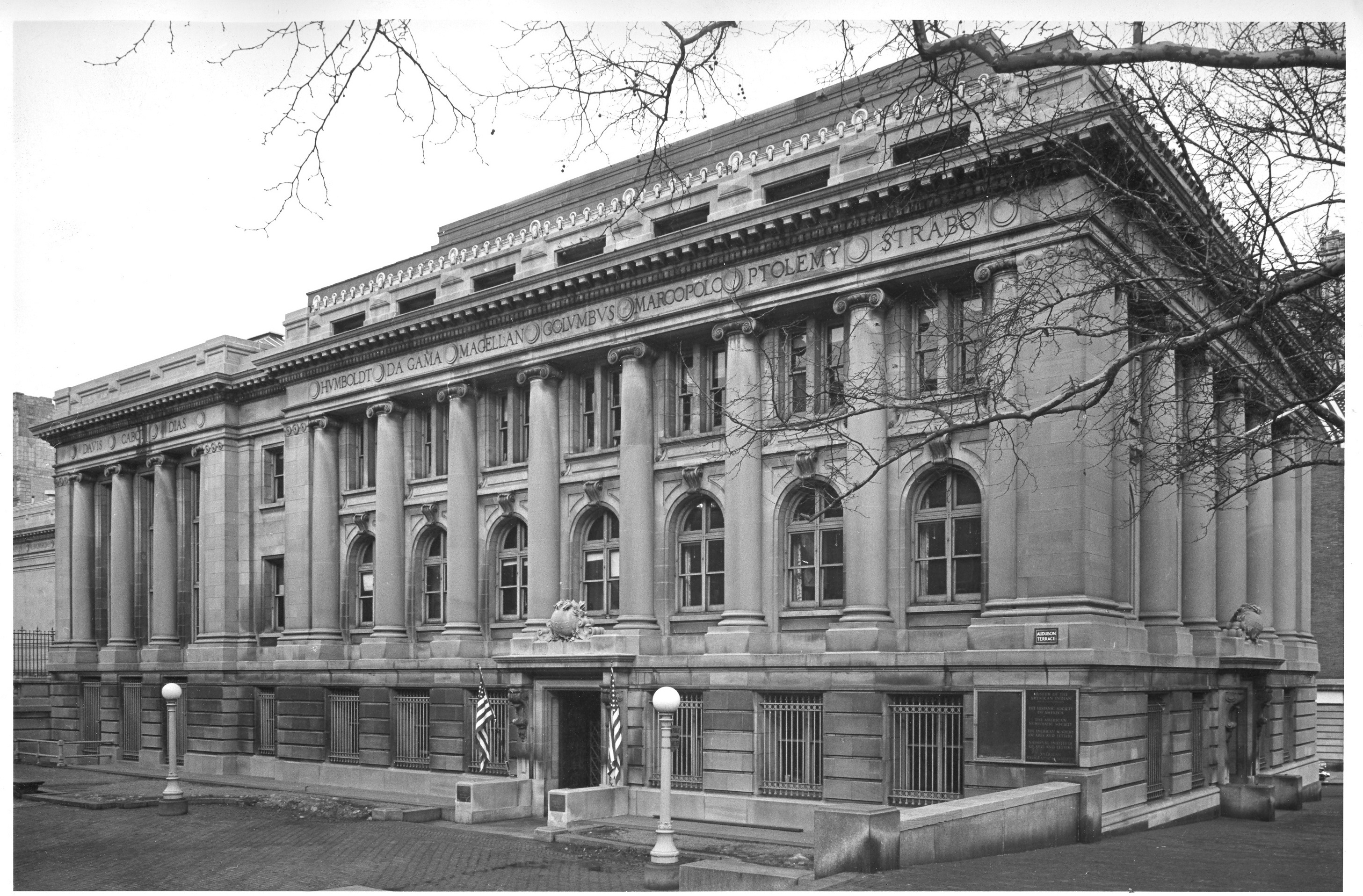

미국 지리학 협회(American Geographical Society)는 지리학을 직업으로 하는 사람들의 조직으로, 1851년 뉴욕에서 결성되었다. 협회 회원의 대부분은 미국인이지만 상당수의 연구원이 세계에서 참가하고 있다. 협회는 지리적 지식의 확대를 목표로하고, 지식의 보급, 응용을 통해 지리학자뿐 아니라 다른 사람들, 특히 정책 결정에 관여하는 사람들이 지리학적 지식을 이해하고 활용할 수 있는 것을 목표로 다양한 활동을 전개하고있다. 미국 지리학 협회는 미국에서 가장 역사가 오래된 전국 지리학 단체이다. 1세기 반에 이르는 역사 속에서 협회는 특히 북극, 남극, 라틴 아메리카의 3 지역에 관심을 보여왔다.

## 같이 보기
- 왕립지리학회